# Montvendre
Montvendre é uma comuna francesa na região administrativa de Auvérnia-Ródano-Alpes, no departamento de Drôme. Estende-se por uma área de 17,24 km². Em 2010 a comuna tinha 1 224 habitantes (densidade: 71 hab./km²).